# Philippe-Eugène Hatt
Philippe-Eugène Hatt (Strasbourg, 17 juillet 1840-Guindalos, 9 octobre 1915), est un ingénieur hydrographe et astronome français. 

## Biographie
Il entre à l'École polytechnique en novembre 1859 et en sort élève ingénieur hydrographe en octobre 1861. Il est aussitôt missionné en Égypte. Sous-ingénieur (octobre 1863), il sert sur le Phoque en Manche en 1863-1864 puis part en Cochinchine sur le Duperré à bord duquel il participe le 18 août 1867, à la mission astronomique chargée d'observer une éclipse de Soleil sur les côtes de Malacca.
En 1870-1871, il travaille au Dépôt des cartes et plans de la Marine puis effectue sur la Diligente des missions sur les côtes françaises de l'Atlantique et de la Méditerranée. En 1872, il est sur la Creuse en Égypte et est affecté en juin 1874 à la mission scientifique de Bouquet de La Grye à l'île Campbell pour y observer le passage de Vénus sur le Soleil. 
Il effectue de nouveaux travaux sur la Sylphe et le Travailleur en Manche (1875-1877) puis, spécialisé dans l'observation astronomique, prend part à une mission sous l'égide de l'Académie des sciences en Californie pour y observer le passage de Mercure sur le Soleil (1878). 
Ingénieur hydrographe (août 1879), il travaille en 1880 à l'hydrographie des mers du Nord au Dépôt des cartes et est nommé en 1883, sur demande de l'Académie des sciences, à la direction d'une mission envoyée en Argentine pour y observer un nouveau passage de Vénus. 
Chef de la mission hydrographique de Corse (juin 1884), ingénieur de 1re classe (avril 1886), chef du service des chronomètres et des marées au Service hydrographique, il commande la triangulation et la géodésie de la Corse sur l'Étendard et la Provençale de 1887 à 1890. 
Membre correspondant du Bureau des longitudes (juillet 1889), il dirige en 1893 le service des instruments scientifiques et des chronomètres au Service hydrographique puis, en 1894, celui des côtes de France. En 1896, il est nommé directeur du Service des cartes, des archives et des marées. 
Élu à l'Académie des sciences en juin 1897, il prend sa retraite en juillet 1902.

## Récompenses et distinctions
- Chevalier (19 octobre 1868) puis Officier de la Légion d'honneur (8 juillet 1875).
- Prix Lalande (1883)

## Œuvres
On lui doit de nombreux travaux scientifiques, des études sur les marées et des traités d’astronomie, entre autres :
- Usage du cercle méridien portatif, 1880
- Notions sur le phénomène des marées, in Dépôt des cartes et plans de la marine, 1885
- Définition et l'emploi des coordonnées azimutales, 1886
- Notions sur le phénomène des marées, 1886
- Analyse harmonique des observations de marées, 1893
- Explication élémentaire des marées, 1904
- Notions sur la méthode des moindres carrés in Annales du Bureau des Longitudes, 1912
- Les Déformations des images dans les lunettes, in Annales du Bureau des Longitudes, 1914